# 聖弗蘭西斯科莫拉桑
聖弗蘭西斯科莫拉桑（西班牙語：San Francisco Morazán），是薩爾瓦多的城鎮，位於該國西北部，由查拉特南戈省負責管轄，面積97.17平方公里，海拔高度586米，2007年人口3,919，人口密度每平方公里40.33人。
14°11′N 89°3′W / 14.183°N 89.050°W